# Campanularia indopacifica
Campanularia indopacifica är en nässeldjursart som beskrevs av Eberhard Stechow 1919. Campanularia indopacifica ingår i släktet Campanularia och familjen Campanulariidae. Inga underarter finns listade i Catalogue of Life.